# Ramappatempel
De Ramappatempel of Kakatiya Rudreshwara is een 13e-eeuwse hindoeïstische tempel in het Indiase gehucht Palampet in de staat Telangana in Zuid-India. De tempel ligt zo'n 50 km in vogelvlucht ten noordoosten van de stad Warangal, de dichtstbijgelegen grote Indiase stad en zo'n kleine tweehonderd kilometer ten noordoosten van de metropool Haiderabad. De grote bloeiperiode van de regio lag in de 13e en 14e eeuw onder de heersers van de Kakatiyadynastie, feodaal aan de Rashtrakutadynastie. Een inscriptie in de tempel dateert uit het jaar 1213 (het aangenomen startjaar van de vier decennia vergende bouwwerken) en zegt dat het complex werd gebouwd door een Kakatiya-generaal Recharla Rudra, tijdens de periode van de Kakatiya-heerser Ganapati Deva. De tempel is gewijd aan de Hindoeïstische Shiva.
De tempel is een Shivalayam, waar Lord Ramalingeswara wordt aanbeden. Marco Polo noemde de tempel tijdens zijn bezoek aan het Kakatiya-rijk naar verluidt "de helderste ster in het sterrenstelsel van tempels". De Ramappatempel bevindt zich majestueus op een stervormig platform. De hal voor het heiligdom heeft tal van gebeeldhouwde pilaren die zijn gepositioneerd om een effect te creëren dat licht en ruimte combineert. De tempel is vernoemd naar de beeldhouwer Ramappa, die het bouwde, en is misschien wel de enige tempel in Zuid-India die is vernoemd naar een vakman die het heeft gebouwd. De hoofdstructuur bevindt zich in een roodachtige zandsteen, met aan de buitenkant kolommen in zwarte basalt, rijk aan ijzer, magnesium en silica. In de kolommen zijn mythische dieren of vrouwelijke dansers of muzikanten vormgegeven, het zijn "de meesterwerken van kakatiyakunst, opmerkelijk voor hun delicate snijwerk, sensuele houdingen en langwerpige lichamen en hoofden".
Het gebouw beschikt ook over versierde balken en pilaren van gesneden graniet en doleriet met een kenmerkende en piramidale Vimana (horizontaal getrapte toren) gemaakt van lichtgewicht poreuze bakstenen, zogenaamde 'zwevende bakstenen', die het gewicht van de dakconstructies verminderden. De sculpturen van de tempel van hoge artistieke kwaliteit illustreren regionale dansgebruiken en kakatiyacultuur. Gelegen aan de voet van een bebost gebied en te midden van landbouwvelden, dicht bij de oevers van de Ramappa Cheruvu, een door Kakatiya gebouwd waterreservoir, volgde de keuze van de setting voor het gebouw de ideologie en praktijk dat tempels moeten worden gebouwd om een integraal onderdeel te vormen van een natuurlijke omgeving, inclusief heuvels , bossen, bronnen, beken, meren, stroomgebieden en landbouwgronden.
Bij de tempel wordt de Mahashivaratri gevierd.
Kakatiya Rudreshwara werd in 2021 tijdens de 44e sessie van de Commissie voor het Werelderfgoed erkend als werelderfgoed en dit cultureel erfgoed werd daarbij toegevoegd aan de UNESCO werelderfgoedlijst.

## Galerij

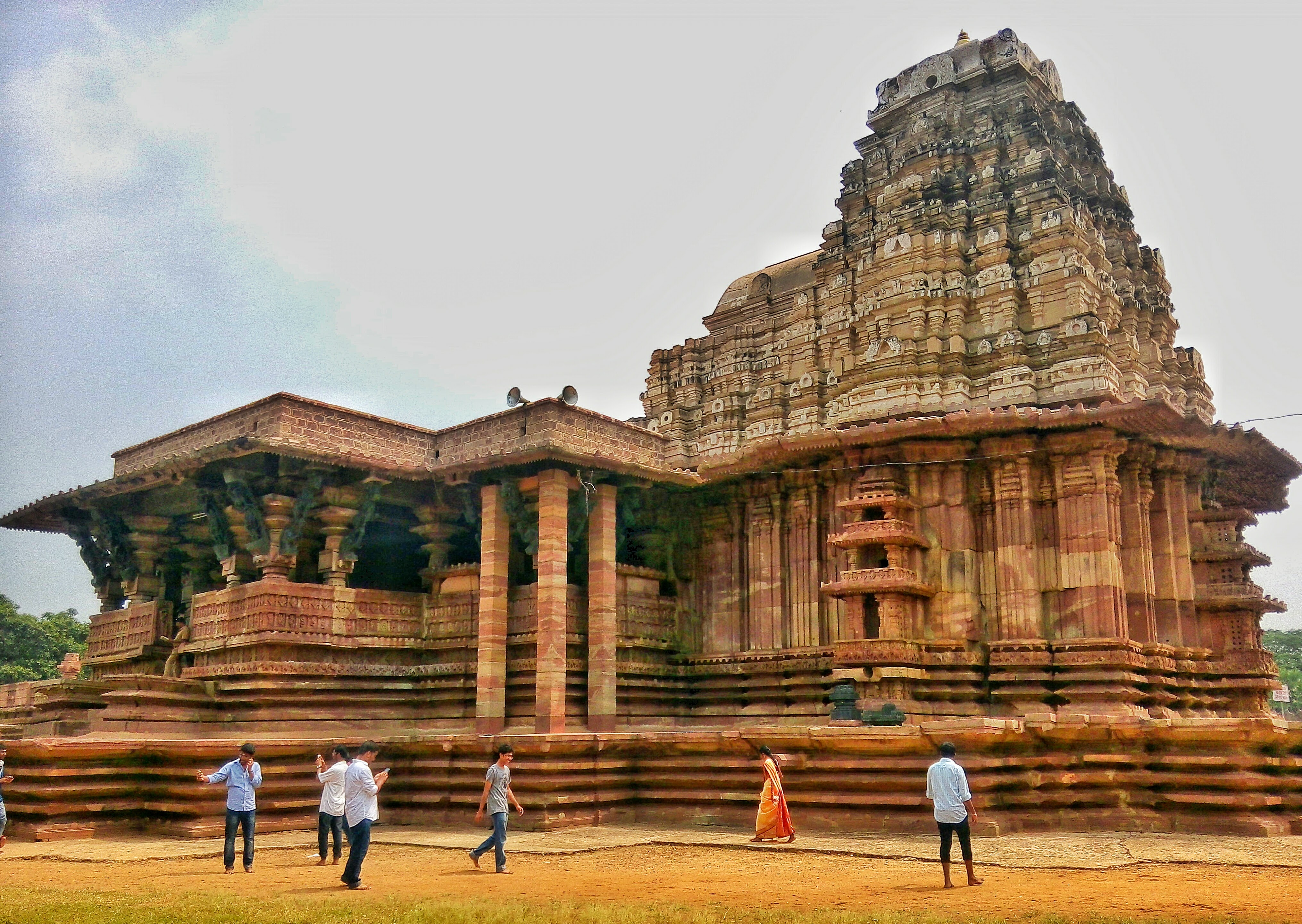
Zijaanzicht
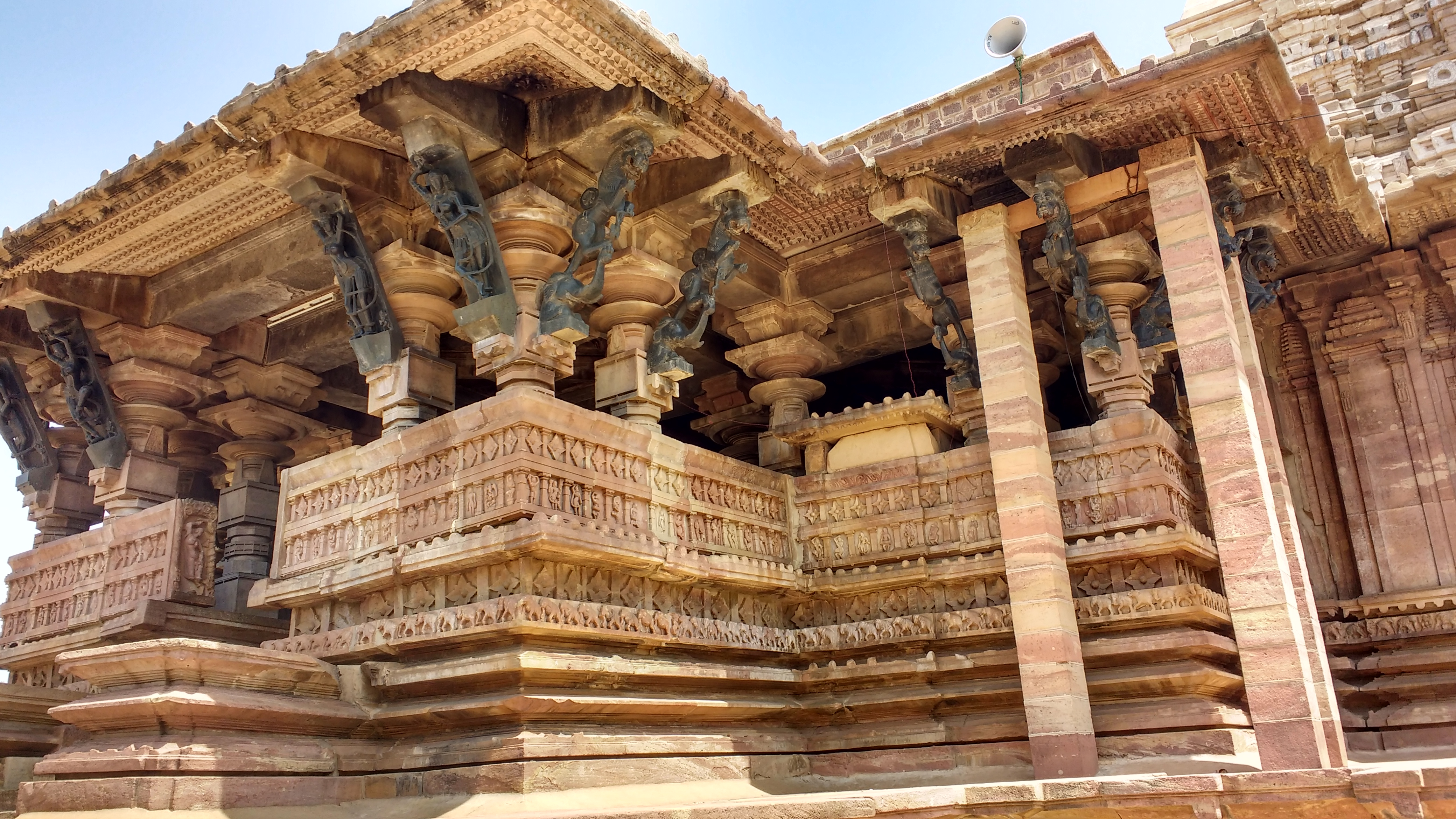
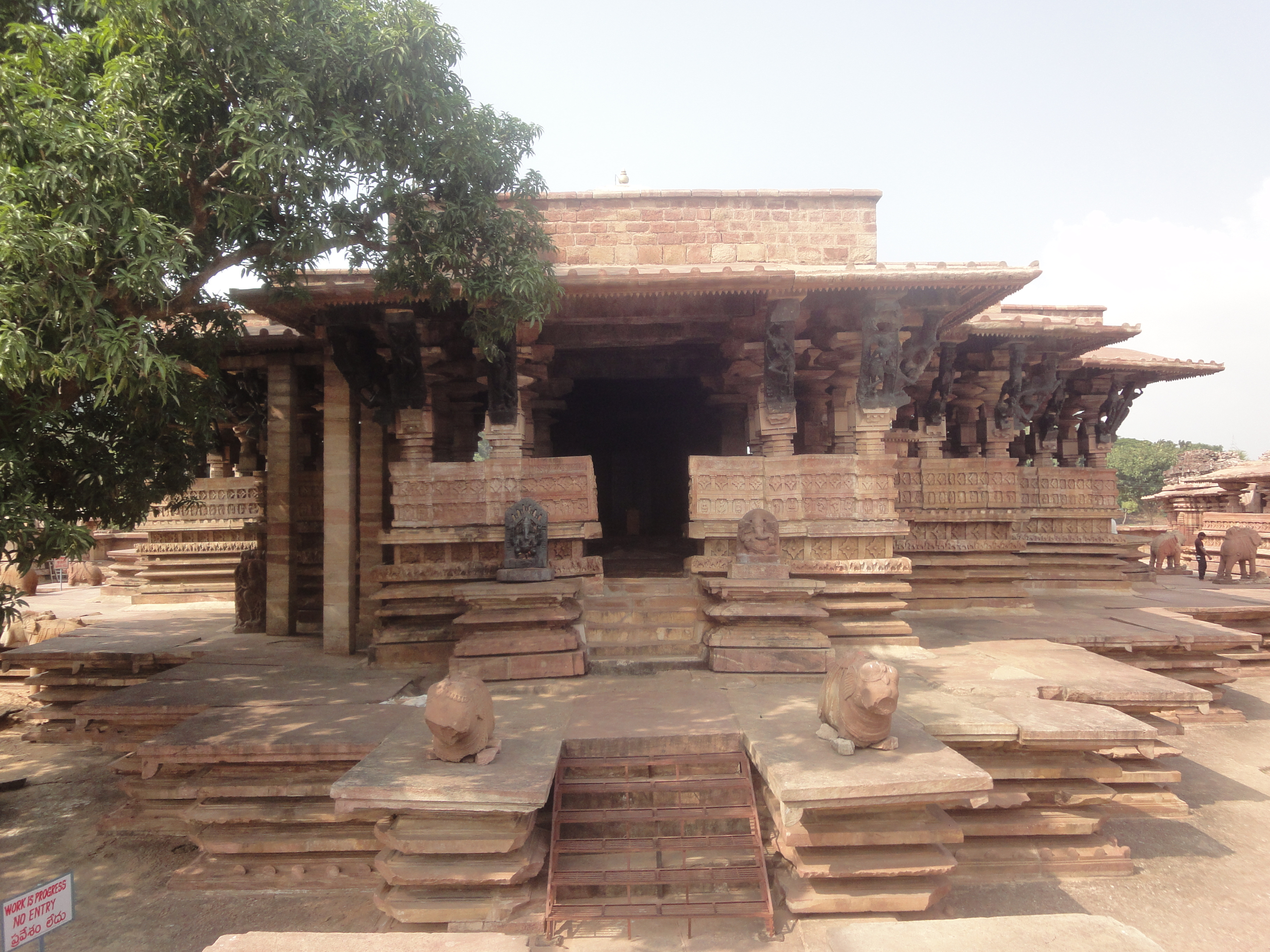
Frontaal aanzicht
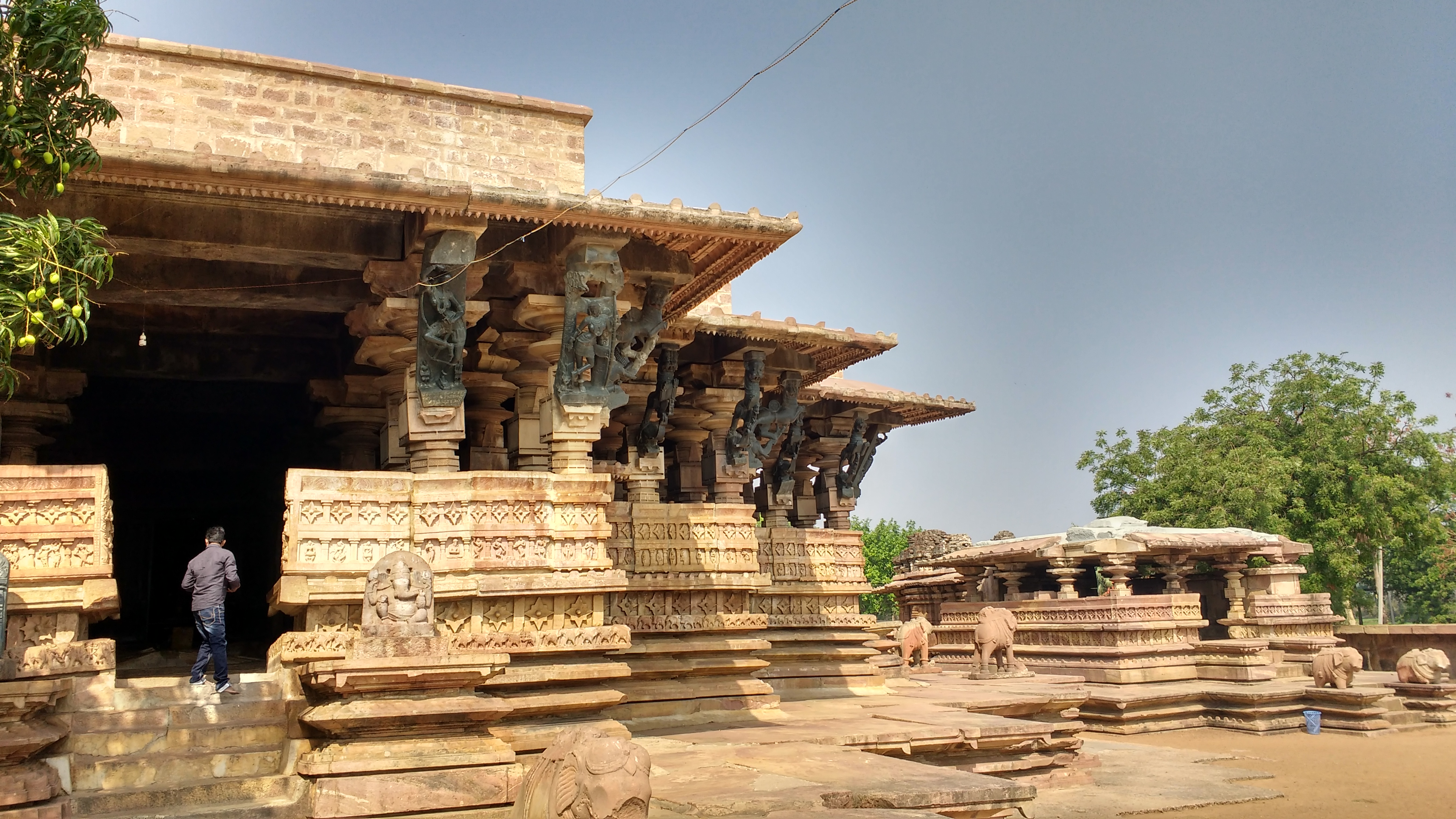
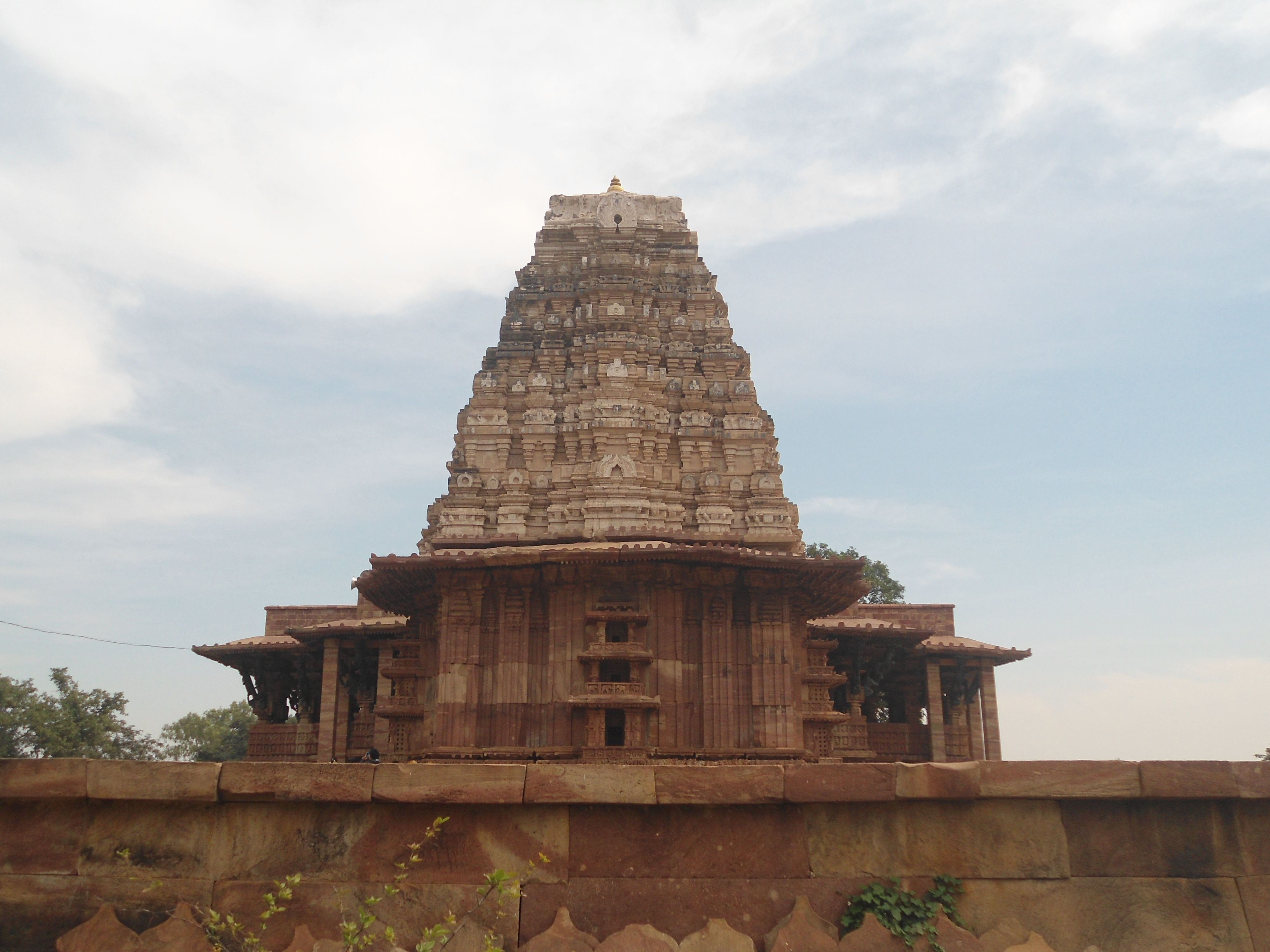
Zicht achteraan
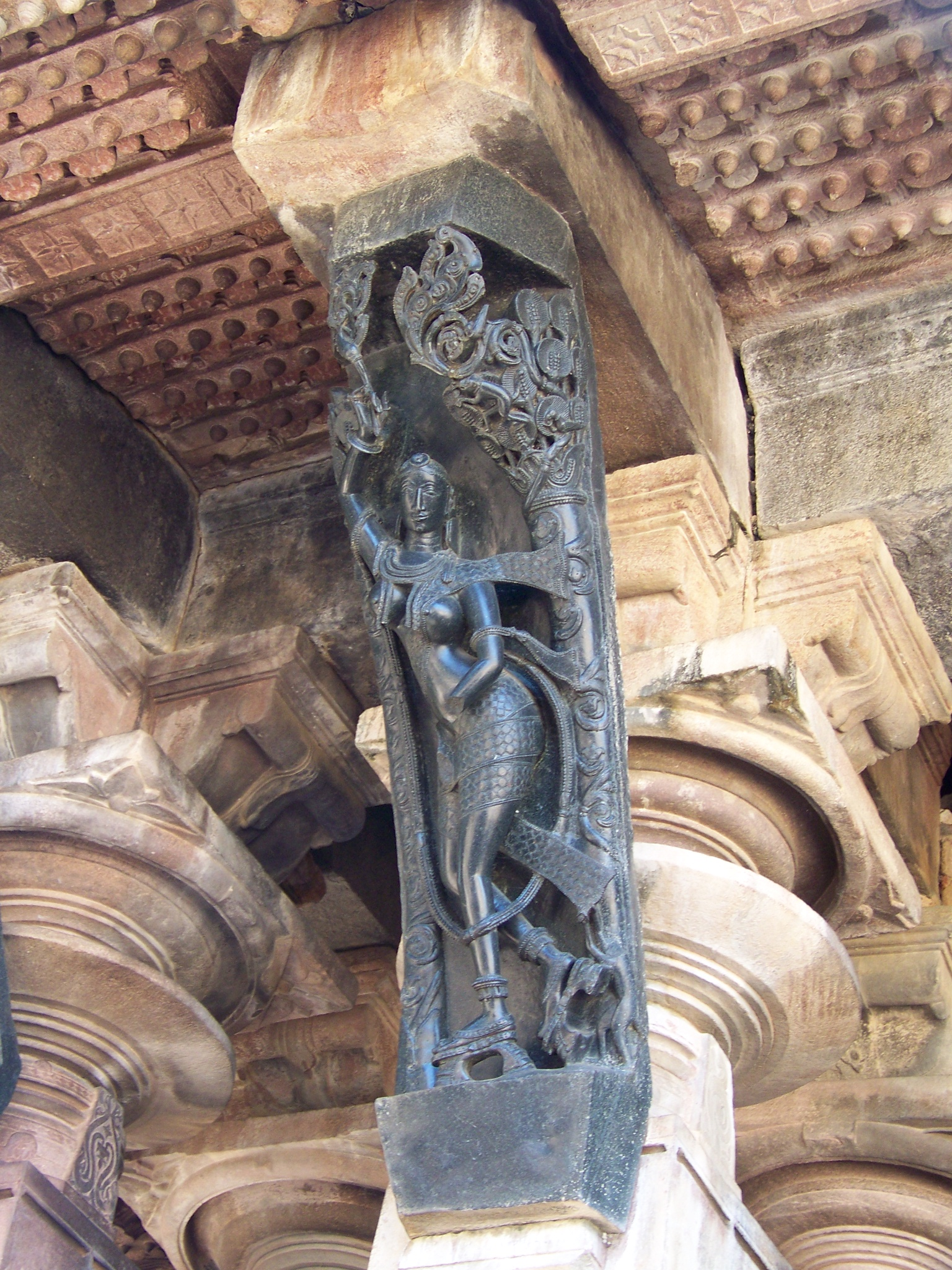
Een van de dansers
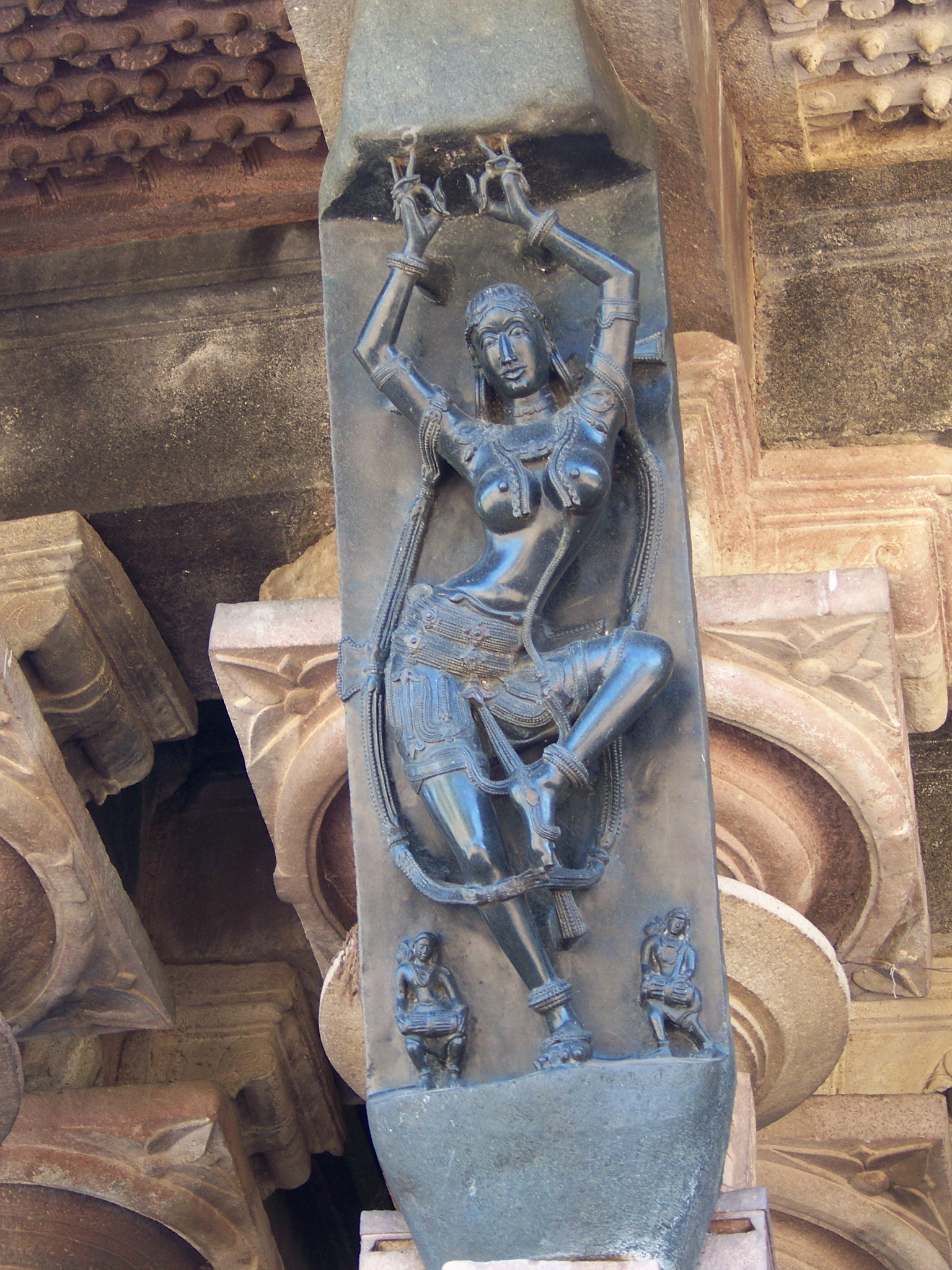
Danser
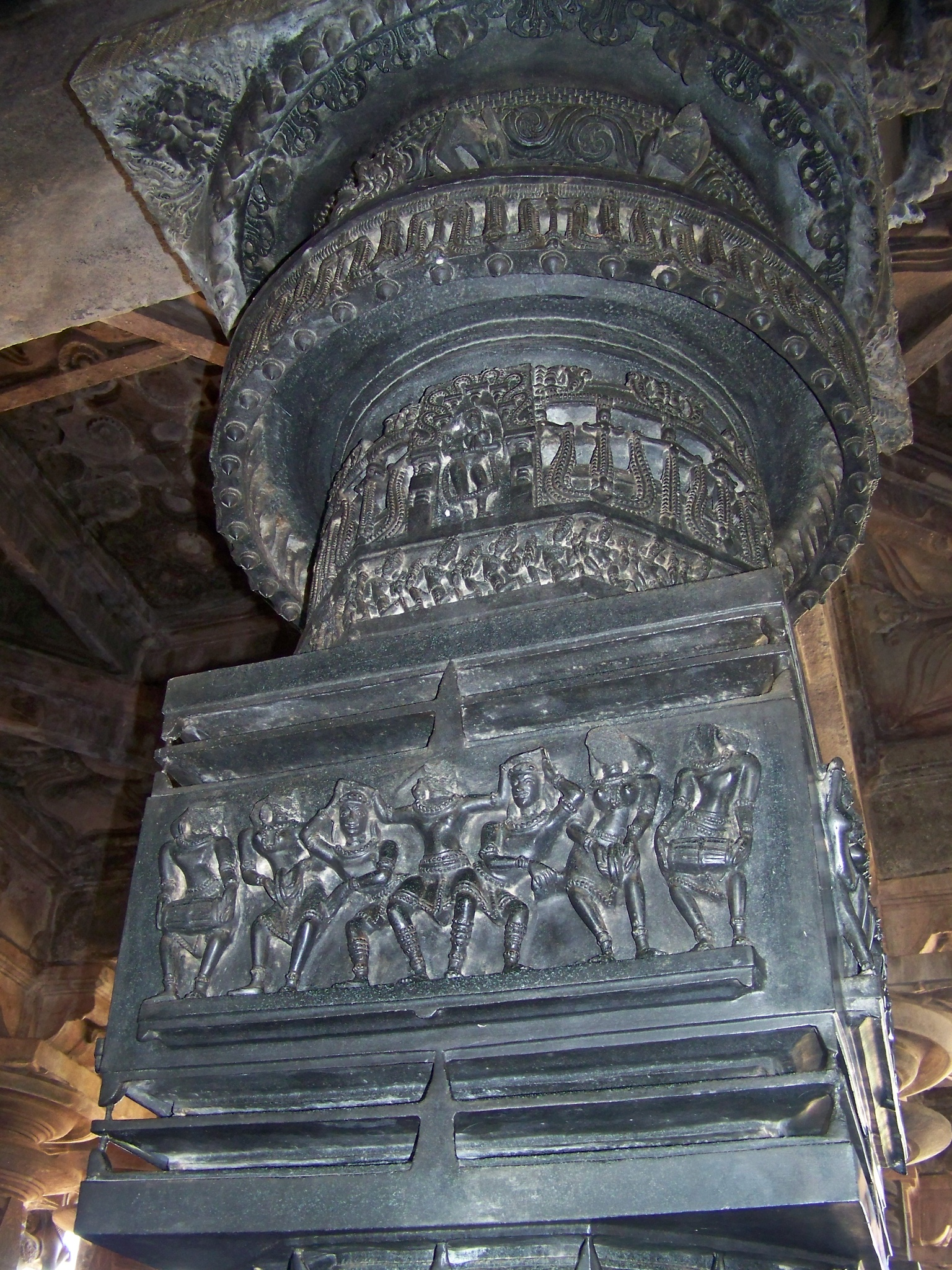
Piloon in de mandapa
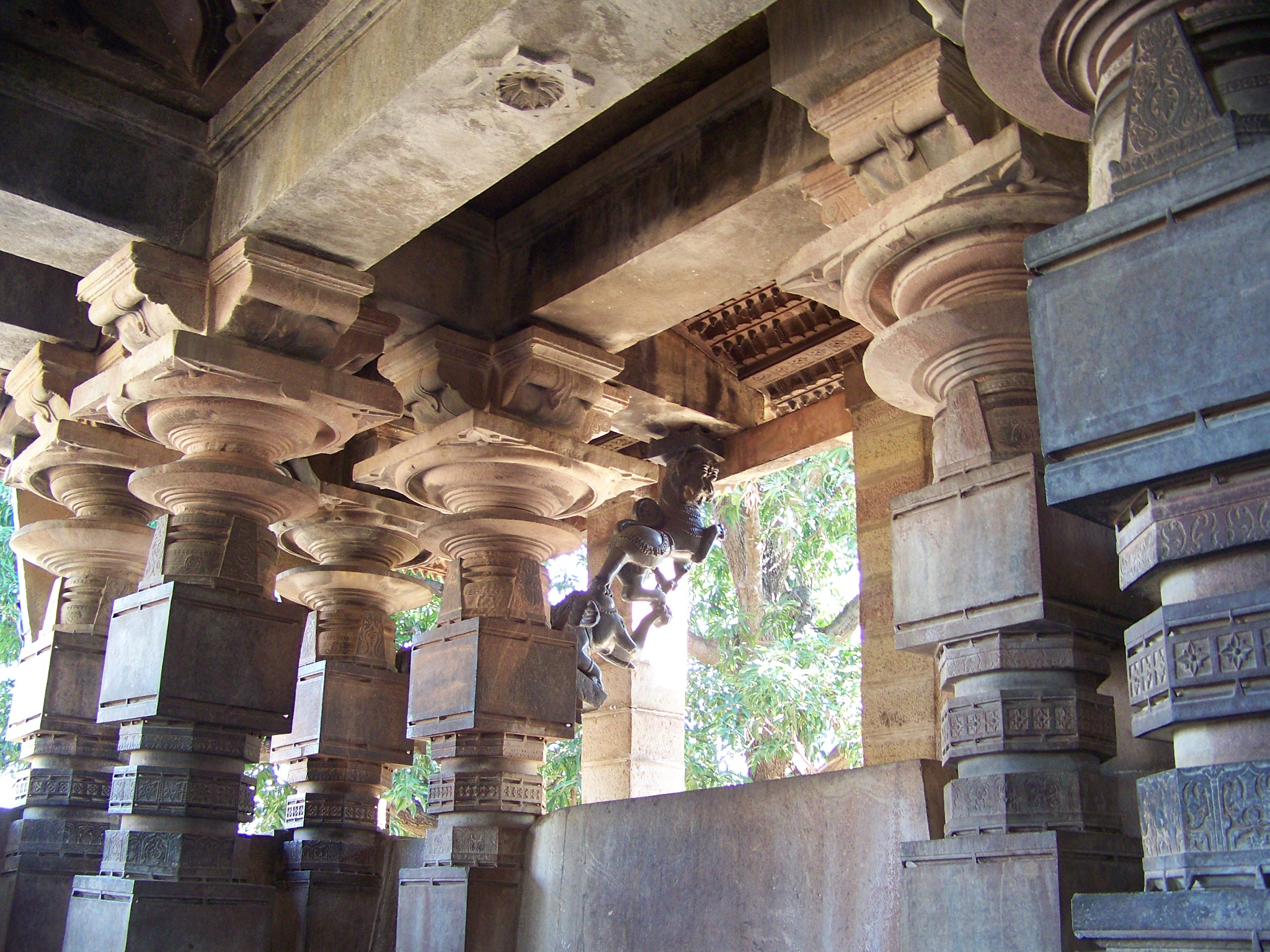
Binnen in de mandapa
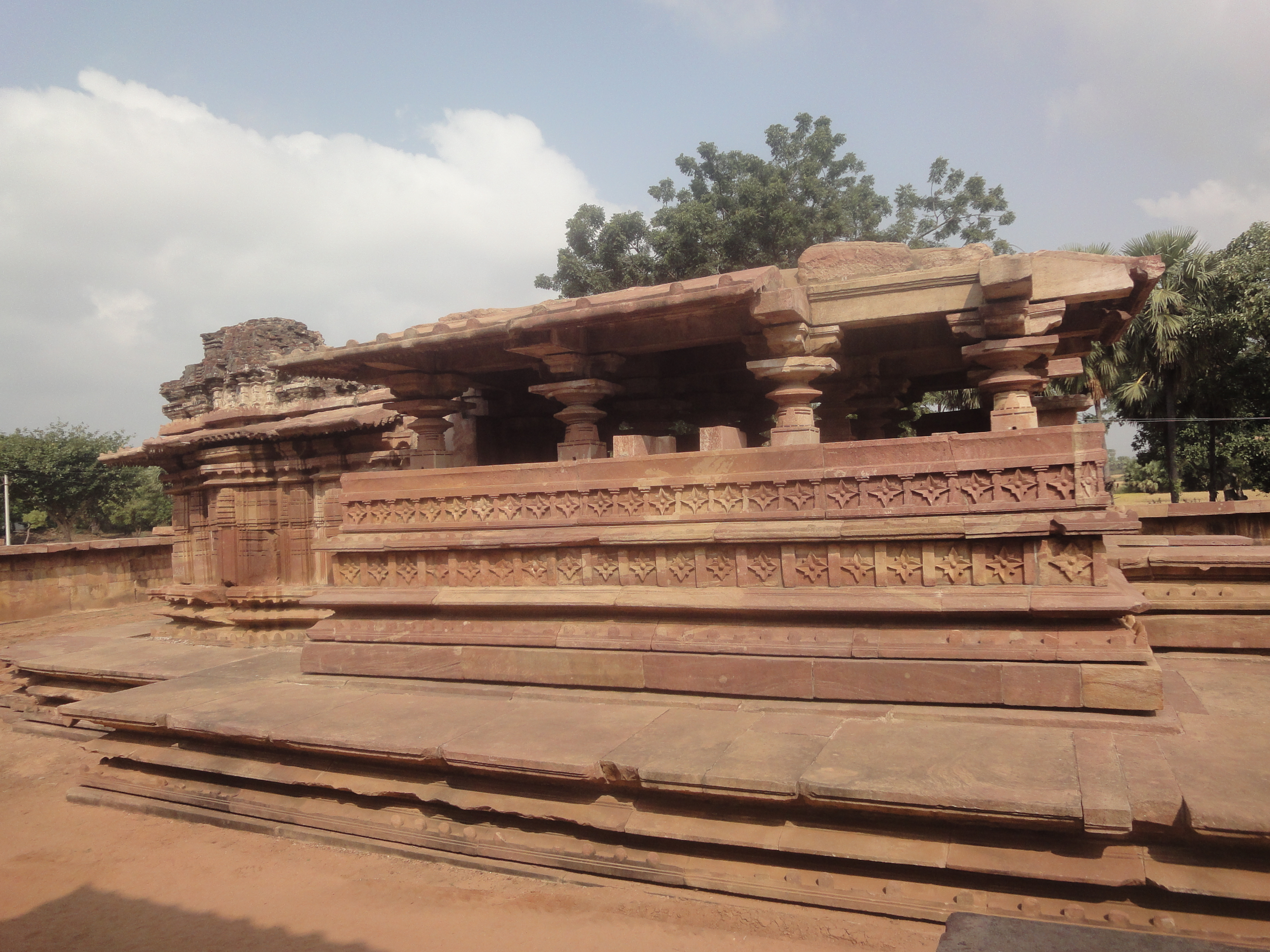
Kleinere tempel

Grotten van Ajanta · Grotten van Ellora · Fort van Agra · Taj Mahal · Zonnetempel van Konárak · Monumentengroep bij Mahabalipuram · Nationaal park Kaziranga · Wildpark Manas · Nationaal Park Keoladeo · Kerken en kloosters van Goa · Monumentengroep bij Khajuraho · Monumentengroep bij Hampi · Fatehpur Sikri · Monumentengroep bij Pattadakal · Grotten van Elephanta · Chola-tempels · Nationaal park Sundarbans · Nationale parken Nanda Devi en Bloemenvallei · Boeddhistische monumenten bij Sanchi · Humayuns tombe, Delhi · Qutb Minar en zijn monumenten, Delhi · Bergspoorwegen van India · Mahabodhitempel · Rotsschuilplaatsen van Bhimbetka · Archeologisch park Champaner-Pavagadh · Chhatrapati Shivaji Terminus (voormalig Victoria Station) · Rode Fortcomplex · Heuvelforten van Rajasthan · Rani ki vav (the Queen’s Stepwell) in Patan, Gujarat · Nationaal park Great Himalayan · Nationaal park Khangchendzonga · Architecturaal werk van Le Corbusier (Hoofdstedelijk gebouwencomplex van Chandigarh) · Archeologische site Nalanda Mahavihara (universiteit van Nalanda) in Nalanda, Bihar · Historische stad Ahmadabad · Ensembles van neogotiek en art deco in Mumbai · De stad Jaipur, Rajasthan · Kakatiya Rudreshwara (Ramappatempel) · Dholavira: een stad van de Harappabeschaving · Moidams - het grafheuvelsysteem van de Ahomdynastie